# Akilia
Akilia è un'isola disabitata della Groenlandia sudoccidentale, a circa 22 km a sud della città di Nuuk. Ad Akilia si trova una formazione rocciosa che si ritiene contenga la più antica roccia sedimentaria della Terra e tra le più antiche tracce di vita mai trovate sul pianeta.

## Geologia
Le rocce in questione fanno parte di una sequenza sopracrostale metamorfizzata situata all'estremità sud-occidentale dell'isola. La sequenza è stata datata a non meno di 3,85 miliardi di anni - cioè nell'eone Adeano - in base all'età di una banda ignea che taglia la roccia. La sequenza sopracrostale contiene strati ricchi di ferro e silice, che sono variamente interpretati come formazione di ferro fasciato, sedimenti chimici di sorgenti termali sottomarine o depositi di vene idrotermali. Il carbonio nella roccia, presente come grafite, mostra bassi livelli di carbonio-13, che possono suggerire un'origine come materia organica isotopicamente leggera derivata da organismi viventi. Tuttavia, questa interpretazione è complicata a causa del metamorfismo di alto grado che ha interessato le rocce di Akilia dopo la loro formazione. L'origine sedimentaria, l'età e il contenuto di carbonio delle rocce sono stati messi in discussione.